# سبدنشین قارقارو
سبدنشین قارقارو (نام علمی: Cisticola natalensis) نام یک گونه از سرده سبدنشین است.